# Lancer du javelot masculin aux Jeux olympiques de 1912
Pour un article plus général, voir Athlétisme aux Jeux olympiques de 1912.
Navigation
Londres 1908 Anvers 1920
L'épreuve du lancer du javelot masculin aux Jeux olympiques de 1912 s'est déroulée le 6 juillet 1912 au Stade olympique de Stockholm, en Suède. Elle est remportée par le Suédois Eric Lemming.